# Cisano Bergamasco
Cisano Bergamasco (lombardul: Cisà) település Olaszországban, Lombardia régióban, Bergamo megyében. Lakosainak száma 6199 fő (2023. január 1.). Cisano Bergamasco Caprino Bergamasco, Pontida, Brivio, Monte Marenzo és Torre de’ Busi községekkel határos.

## Népesség
A település lakossága az elmúlt években az alábbi módon változott:
| Lakosok száma | 6403 | 6377 | 6199 |
|               | 2017 | 2018 | 2023 |